# Khyon
Khyon est une ville située dans le département de Khyon, dans la province de Sanguié, au Burkina Faso.